# 군 볼그렌
군 볼그렌(Gunn Wållgren, 1913년 11월 16일 ~ 1983년 6월 4일)는 스웨덴의 배우이다. 제17회 굴드바게상 여우주연상 수상자이다.

## 출연 작품
- 화니와 알렉산더 (1982)
- 사자왕 형제의 모험 (1977)
- 담배 끊은 남자 (1972)